# NGC 4212
NGC 4212是一个絮結螺旋星系，屬於室女座星系團 。NGC 4212位於后发座，距離地球约5300万光年。这个星系是由天文学家威廉·赫歇爾在1784年4月8日发现的，一開始它在NGC天體表中被命名為NGC 4208。之后他又观测了同一个星系，并将其命名為NGC 4212。天文学家約翰·路易·埃米爾·德雷耳后来經研究發現，NGC 4208与NGC 4212是相同的星系，即NGC 4208就是NGC 4212。